# Headquarters (album)
Headquarters è il terzo album in studio del gruppo musicale pop rock statunitense The Monkees, pubblicato nel 1967.

## Il disco
È stato il primo album con notevoli testi e performance strumentali eseguite dai membri del gruppo stesso, piuttosto che da musicisti turnisti e cantautori professionisti. Dopo una lotta per l'autonomia creativa con la loro etichetta discografica, al gruppo era stato permesso di registrare da soli.
Headquarters ha raggiunto il primo posto della classifica Billboard 200 ed è stato certificato doppio disco di platino negli Stati Uniti con un fatturato di più di due milioni di copie entro i primi due mesi dall'uscita. È incluso nel libro 1001 Albums You Must Hear Before You Die, uscito nel 2005.

## Tracce
Side 1
1. You Told Me (Michael Nesmith) - 2:25
2. I'll Spend My Life with You (Tommy Boyce, Bobby Hart) - 2:26
3. Forget That Girl (Douglas Farthing Hatlelid) - 2:25
4. Band 6 (Micky Dolenz, Davy Jones, Nesmith, Peter Tork) - 0:41
5. You Just May Be the One (Nesmith) - 2:03
6. Shades of Gray (Barry Mann, Cynthia Weil) - 3:22
7. I Can't Get Her Off of My Mind (Boyce, Hart) - 2:27

Side 2
1. For Pete's Sake (Tork, Joey Richards) - 2:11
2. Mr. Webster (Boyce, Hart) - 2:05
3. Sunny Girlfriend (Nesmith) - 2:33
4. Zilch (Dolenz, Jones, Nesmith, Tork) - 1:06
5. No Time (Hank Cicalo) - 2:08
6. Early Morning Blues and Greens (Diane Hildebrand, Jack Keller) - 2:35
7. Randy Scouse Git (Dolenz) - 2:40

## Classifiche
| Anno | Classifica  | Posizione raggiunta |
| ---- | ----------- | ------------------- |
| 1967 | Stati Uniti | 1                   |